# BDZ (Album)
BDZ ist das erste japanische Studioalbum der südkoreanischen Girlgroup Twice. Das Album wurde am 12. September 2018 veröffentlicht. Der Name BDZ steht als Abkürzung für Bulldozer.

## Hintergrund
Twice kündigten das Album während eines Konzertes ihrer zweiten Tournee „Twiceland Zone 2 – Fantasy Park“ am 3. Juni 2018 in Osaka, Japan erstmals an, ohne jedoch genauere Angaben zu machen. Am 28. Juni wurde bekannt gegeben, dass das Album mit dem Namen BDZ am 12. September erscheinen solle. Die Single-Auskopplung, die ebenfalls den Namen BDZ trägt, wurde von JYP Entertainment-Gründer Park Jin-young geschrieben und erschien bereits am 17. August zum Download. Das Album enthält, neben einigen unveröffentlichten Liedern, auch die schon vorher veröffentlichten Singles One More Time, Candy Pop, Wake Me Up und das The-Jackson-Five-Cover I Want You Back.

## Titelliste
| Nr.          | Titel           | Text                                                     | Musik                                                | Länge |
| ------------ | --------------- | -------------------------------------------------------- | ---------------------------------------------------- | ----- |
| 1.           | BDZ             | J.Y. Park "The Asiansoul", Shoko Fujibayashi, Yu Shimoji | J.Y. Park "The Asiansoul"                            | 3:17  |
| 2.           | One More Time   | Natsumi Watanabe, Yhanael                                | Na.Zu.Na, Yu-ki Kokubo, Yhanael                      | 3:05  |
| 3.           | Candy Pop       | Min Lee, Mayu Wakisaka                                   | Min Lee, Mayu Wakisaka                               | 3:22  |
| 4.           | L.O.V.E         | Na.Zu.Na, Yu-ki Kokubo, Yhanael                          | Na.Zu.Na, Yu-ki Kokubo, Yhanael                      | 3:23  |
| 5.           | Wishing         | Eri Osanai                                               | Albi Albertsson, Kanata Okajima                      | 4:32  |
| 6.           | Say It Again    | Min Lee, Mayu Wakisaka                                   | Min Lee, Mayu Wakisaka                               | 3:23  |
| 7.           | Wake Me Up      | Natsumi Watanabe                                         | Atsushi Shimada, Louise Frick Sveen, Albin Nordqvist | 3:33  |
| 8.           | Brand New Girl  | Na.Zu.Na, Yu-ki Kokubo                                   | Na.Zu.Na, Michael Yano (M.I), Yu-ki Kokubo           | 3:34  |
| 9.           | Be as One       | Risa Horie                                               | Kim Seung-soo, Choi Hyun-joon                        | 3:51  |
| 10.          | I Want You Back | The Corporation                                          | The Corporation                                      | 3:24  |
| Gesamtlänge: | Gesamtlänge:    | Gesamtlänge:                                             | Gesamtlänge:                                         | 35:24 |

## Chartplatzierungen
| ChartsChartplatzierungen | Höchstplatzierung | Wochen |
| ------------------------ | ----------------- | ------ |
| Japan (Oricon)           | 1 (70 Wo.)        | 70     |

| ChartsJahrescharts (2018) | Platzierung |
| ------------------------- | ----------- |
| Japan (Oricon)            | 8           |

| ChartsJahrescharts (2019) | Platzierung |
| ------------------------- | ----------- |
| Japan (Oricon)            | 60          |

## Auszeichnungen

### Preisverleihungen
2019
- Japan Gold Disc Awards – Best 3 Albums (Asia)[7]

### Auszeichnungen für Musikverkäufe
| Land/Region  | Auszeichnungen für Musikverkäufe (Land/Region, Auszeichnung, Verkäufe) | Verkäufe |
| ------------ | ---------------------------------------------------------------------- | -------- |
| Japan (RIAJ) | Platin                                                                 | 250.000  |
| Insgesamt    | 1× Platin ·                                                            | 250.000  |

Hauptartikel: Twice/Diskografie